# Chengbo
Chengbo (kinesiska: 城伯, 城伯镇) är en köping i Kina. Den ligger i provinsen Henan, i den centrala delen av landet, omkring 77 kilometer väster om provinshuvudstaden Zhengzhou. Antalet invånare är 31 756. Befolkningen består av 15 952 kvinnor och 15 804 män. Barn under 15 år utgör 16,0 %, vuxna 15-64 år 73 %, och äldre över 65 år 9,0 %.
Genomsnittlig årsnederbörd är 666 millimeter. Den regnigaste månaden är juli, med i genomsnitt 134 mm nederbörd, och den torraste är december, med 7 mm nederbörd.